# Elephantomyia garrigouana
Elephantomyia garrigouana är en tvåvingeart som beskrevs av Alexander 1951. Elephantomyia garrigouana ingår i släktet Elephantomyia och familjen småharkrankar. Inga underarter finns listade i Catalogue of Life.